# Бычьи горы
Бычьи горы (ирл. Sliabh Gamh, англ. Ox Mountains) — горы на западе Ирландии, в графстве Слайго. Известны как «Горы Святого Патрика в честь Святого Патрика, так как он много трудился на них, основывал церкви на их склонах, и оставил своё имя на некоторые из их шахт, например, на той, что в Дромарде». Высочайший пик — Нокалонги (Knockalongy), 544 метра.
Основу гор составляют гнейс, сланцы и гранит. На севере и юге залегают песчаники и известняки каменноугольного периода. Дикая территория в основном покрыта болотами; где-то в горах растут леса, где-то есть участки голых скал. В горах добывали свинец и медь, но к 1900 году добыча была прекращена.